# L'unica macchia nera
L'unica macchia nera (tradotta anche come La macchia nera) è una poesia postuma scritta da Robert Howard e appartenente al ciclo di Solomon Kane.

## Storia editoriale
L'unica macchia nera è stata pubblicata per la prima volta all'interno del secondo numero della rivista The Howard Collector di Glenn Lord, nella primavera del 1962 dopo essere stata recuperata da un microfilm di R.H. Barlow. Secondo la cronologia di Glenn Lord, gli eventi raccontati sono successivi a quelli del racconto La Luna dei Teschi, dopo i quali Kane si sarebbe imbarcato al seguito di Francis Drake verso il Nuovo Mondo.
In Italia, la poesia è stata pubblicata per la prima volta nel settembre 1979, all'interno del secondo volume della collana Il Libro d'Oro della Fantascienza, edita da Fanucci Editore.

## Trama
Solomon Kane assiste alla condanna a morte per tradimento di Thomas Doughty su ordine del capitano corsaro sir Francis Drake. Il puritano è l'unico tra i presenti a contestare le dinamiche del processo affermando che il capitano abbia fatto prevalere la sua rabbia sulla giustizia. Drake come risposta gli ordina di eseguire la sentenza, ma Kane si rifiuta e viene a sua volta ridotto all'impotenza. Doughty muore e il puritano incarcerato.
Durante la notte, Kane riesce a liberarsi e armato di pugnale si fa silenziosamente strada fino alla cabina del capitano pronto a fare giustizia. Lo trova con il volto fra le mani, in preda ad un doloroso rimorso. Di fronte a quella vista Solomon Kane preferisce andarsene e lasciarlo a se stesso.

## Critica
Frank Coffman, autore del libro Robert E. Howard: Selected Poems, afferma come questa poesia dimostri non solo l'amore di Howard per la storia e il suo uso come base dei suoi lavori, ma anche la sua padronanza della forma poetica e del suono. A causa della sua regolarità di ritmo essa è una variante della ballata denominata "ballata letteraria" che Coffman ha coniato come una espansa "Long-line Balland".  
Contrariamente al tipico modello 4343 degli accenti della ballata tradizionale e alla normale alternanza giambica di versi tetrametrici e trimetrici, Howard in questa poesia usa due versi di 7 battute e un verso centrale di 8 battute nelle sue strofe di tre versi e utilizza più rime interne nei "segmenti lunghi".  
Di seguito un esempio dello schema delle rime della poesia: 
They carried him out on the barren sand  (4 - A) 
where the rebel captains died; (3 - B)
Where the grim grey rotting gibbets stand (4 - A)
as Magellan reared them on the strand, (4 - A)
And the gulls that haunt the lonesome land (4 - A)
wail to the lonely tide. (3 - B)
Realizzare una poesia in questo modo non è difficile tanto per il ritmo quanto per il numero di rime interne e questo porta Coffman a riconoscere L'unica macchia nera, unitamente alla potenza narrativa dell'autore, come uno dei migliori componimenti poetici scritti da Howard. 
Secondo Coffman, la poesia mostra due aspetti del carattere di Kane: il suo odio per l'ingiustizia, forse soprattutto se legata all'abuso di potere, e la volubilità del suo temperamento, seppure la "sua ira sia a fuoco lento".

## Adattamenti
La poesia ha avuto un solo adattamento a fumetti realizzato dalla Marvel Comics nel 1981, all'interno del magazine antologico Savage Sword of Conan, composto da una pagina di introduzione scritta da Louise Jones e sei tavole realizzate da David Wenzel.
| Data       | Edizione inglese         | TItolo              | Titolo italiano      | Sceneggiatura                               | Disegni      | Colori        | Copertina       | Prima edizione italiana                   | Data italiana |
| ---------- | ------------------------ | ------------------- | -------------------- | ------------------------------------------- | ------------ | ------------- | --------------- | ----------------------------------------- | ------------- |
| Marzo 1981 | Savage Sword of Conan 62 | The One Black Stain | L'unica macchia nera | R. E.Howard (autore della poesia originale) | David Wenzel | Bianco e nero | David Mattingly | La Saga di Solomon Kane 2 (Panini Comics) | Giugno 2018   |

## Edizioni
- The One Black Stain, in The Howard Collector 2, Glenn Lord, primavera 1962.
- La Macchia Nera, traduzione di Roberta Rambelli, in Il Libro d'Oro della Fantascienza 2, Fanucci Editore, settembre 1979.